# Guido Guinizelli

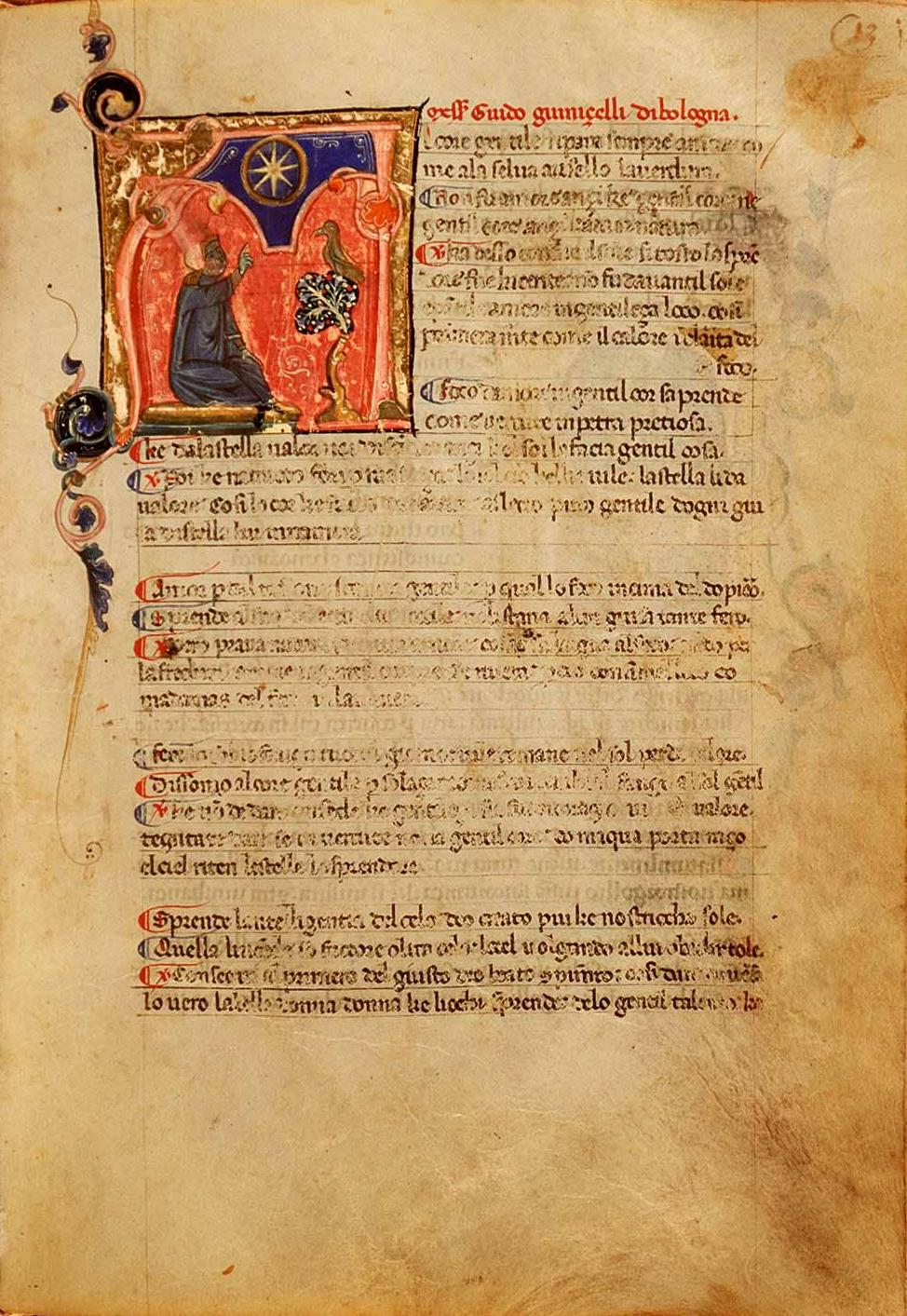
Al cor gentil rempaira sempre amore von Guido Guinizelli

Guido Guinizelli (* um 1230 in Bologna; † um 1276 in Monselice, bei Padua) war ein italienischer Dichter und Gründer der Literaturbewegung Dolce stil novo.

## Biographie
Als Sohn eines Richters befolgte Guinizelli die gleiche Laufbahn wie sein Vaters und wurde, nachdem er Rechtswissenschaft in Bologna studiert hatte, Rechtsanwalt. Er war zugleich am politischen Leben der Stadt beteiligt, die durch die zwei politischen Parteien der Guelfen und der Ghibellinen gespalten war. 1270 wurde er zum Podestà von Castelfranco Emilia. Als jedoch die guelfische Partei 1274 den Sieg errang, musste der ghibellinische Guinizelli ins Exil. Er fand in Monselice mit seiner Frau und seinem Sohn Zuflucht, wo er wenige Jahre später starb.

## Wirken
Guinizelli wird als einer der größten Dichter seiner Zeit beschrieben. Seine Rime (Reime) sind die Grundlage der später von Dante Alighieri als Dolce stil novo (it. ‚Süßer neuer Stil‘) bezeichneten Bewegung, wie er im 24. Gesang des Purgatoriums seiner Göttlichen Komödie durch die Worte des Dichters Bonagiunta Orbicciani mitteilt, der seine dichterischen Prinzipien darstellt, nachdem Dante ihm seine eigenen Grundlagen geäußert hat. Dante nennt die Merkmale, die den Ansatz der Liebesgedichte der Sizilianischen Dichterschule, deren Anhänger Guittone d’Arezzo war, von dem des Süßen neuen Stils unterscheiden.
Im Lied Al cor gentil rempaira sempre amore («rempaira» ist ein provenzalisches Wort für ‚heimkehren‘), betonte Guinizelli die Verwandtschaft zwischen der Liebe und dem Edelgeist (nobiltà d’animo). Das Lied ist ein „Manifest“ der neuen Bewegung, welche die höfische und provenzalische Dichtung, von der nur ferne Verweise in der Lyrik blieben, überwinden wollte. Guinizelli besang eine Liebe, die ein Prinzip des moralischen Aufstiegs darstellt, eine Liebe, die aus individuellem Tugend- und Edelgeist in der natürlichen Weltordnung des Geschöpfes besteht und definierte die Kanzone der neuen Dichterschule.
«Al cor gentil rempaira sempre amore

come l’ausello in selva a la verdura;

né fe’ amor anti che gentil core,

né gentil core anti ch’amor, natura»
Im damaligen Mittel- und Norditalien florierten die bürgerlichen Gemeinden (Comuni), in deren Gesellschaft der Adelsbegriff sich nicht primär auf den (erblichen) Adelsstand bezog, sondern als Tugendbegriff verstanden wurde. Man konstatierte eine enge Beziehung zwischen dem Edelgeist (adel / edel) und der Liebesfähigkeit. Ein typisches Merkmal der neuen Literaturbewegung, deren Vorkämpfer Guinizelli war, ist die donna angelo (Engel-Frau). Man sah die (tugendhafte) Frau als vom Gott entsandter Engel, der im Stande war, den Geist des Liebhabers zu reinigen und ihn von der Sünde zur himmlischen Seligkeit zu führen. Diese Begriffe erfuhren eine Vertiefung sowohl im philosophischen als auch im psychologischen Sinne, die mit hoher Genauigkeit die Auswirkungen der Liebe auf den Geist des Verliebten wiedergab.
Von dem lyrischen und ideologischen Vorbild Guinizellis ließ sich in Florenz eine Gruppe von Dichtern (Fedeli d'Amore) anregen, deren größte Vertreter Guido Cavalcanti und Dante Alighieri waren, der in der Jugend in einigen Reimen, und insbesondere in der Vita nova, die psychologische Analyse der Liebe vertiefte und das Thema der Frau als rettendes tugendhaftes Geschöpf bekräftigte. Auf den Dolce stil novo wurde auch im Canzoniere von Francesco Petrarca verwiesen, der das vorherrschende Modell der italienischen und europäischen Lyrik wenigstens bis zum 17. Jahrhundert war.